# Buildwas
Buildwas är en ort och civil parish i Storbritannien.   Den ligger i grevskapet Shropshire i riksdelen England, i den södra delen av landet, 200 km nordväst om huvudstaden London. Buildwas ligger 48 meter över havet och antalet invånare är 282.
Terrängen runt Buildwas är platt österut, men västerut är den kuperad. Buildwas ligger nere i en dal. Runt Buildwas är det ganska tätbefolkat, med 83 invånare per kvadratkilometer. Närmaste större samhälle är Telford, 7,0 km nordost om Buildwas. Trakten runt Buildwas består till största delen av jordbruksmark.